# Gutter (filateli)
Gutter er i filatelistisk sprogbrug den plads mellem frimærker, som gør at de kan adskilles eller perforeres. Denne plads vil normalt ikke eksistere efter det store trykark er blevet skåret ud i passende stykker færdige frimærkeark. Nogle frimærkeark er dog specifikt udtænkt til at bestå af rækker af frimærker, som adskilles af gutter i det færdige frimærkeark, og nogle ark har muligvis også tryk i gutteren. Siden det er normalt at perforeringen af frimærker har en fastlagt bredde, er gutteren mellem frimærker som oftest også af samme størrelse som frimærkerne.

## Afledte begreber
- Gutterpar to frimærker med gutter mellem sig udrevet fra frimærkearket.
- Gutterblok er en blok bestående af mindst fire frimærker, hvor enten det vertikale eller horisontale par adskilles af gutter.
- Guttermargen er en margen som deler et frimærkeark i separate rækker.